# 姊姊的守護者 (電影)
《姊姊的守護者》（英語：My Sister's Keeper）是改編自茱迪·皮考特所著作的同名小說，由尼克·凱薩維茲，卡麥蓉·狄亞和艾碧·貝絲琳等人主演。美國在2009年6月26日上映。

## 劇情
描述為了拯救罹患血癌的大女兒凱特（Kate，蘇菲亞·瓦希麗娃飾）的母親莎拉（Sara，卡麥蓉·狄亞飾），利用醫學科技人工基因生下安娜（Anna，艾碧·貝絲琳飾），以供凱特手術所需的器官。十一年過去，安娜為了自己的生存權決定向自己的父母提告。

## 演員
- 卡麥蓉·狄亞 - 莎拉（Sara Fitzgerald）,安娜的媽媽
- 亞歷·鮑德溫 - 坎柏·亞歷山大（Campbell Alexander），安娜的律師
- 艾碧·貝絲琳 - 安娜（Anna Fitzgerald）
- 蘇菲亞·瓦希麗娃 - 凱特（Kate Fitzgerald），安娜的姊姊
- 傑森·派屈克 - 布萊恩（Brian Fitzgerald）,安娜的爸爸
- 艾文·伊利森 - 傑西（Jesse Fitzgerald）,凱特的弟弟，安娜的哥哥
- 伊麗莎白·戴利 - 蘇珊（Susan）,護士
- 瓊安·庫薩克 - Judge De Salvo ,負責案件的法官
- 湯瑪斯·戴克 - 泰勒（Taylor Ambrose）,凱特的男友

## 外部連結
- （英文）官方網站
- 互联网电影数据库（IMDb）上《姊姊的守護者》的资料（英文）